# Березівка (Кам'янець-Подільський район)
Березі́вка — село в Україні, у Новоушицькій селищній територіальній громаді Кам'янець-Подільського району Хмельницької області.

## Етимологія
Назва села походить від флоролексеми береза.

## Географія
Вздовж села протікає річка Данилівка. Висота над рівнем моря: 259 м.

## Історія
Жителі зазнали сталінських репресій, потерпали від голодомору 1932–33 років.
З 1991 року в складі незалежної України.
20 серпня 2015 року шляхом об'єднання сільських рад, село увійшло до складу Новоушицької селищної громади.
До адміністративної реформи 19 липня 2020 року село належало до Новоушицького району, після увійшло до складу Кам'янець-Подільського району.

## Населення
Населення становить 749 осіб. 

### Мова
У селі поширені західноподільська говірка та південноподільська говірка, що відносяться до подільського говору, який належить до південно-західного наріччя.

## Символіка

### Герб
Щит у золотистій оправі, на зеленому фоні зображено дерево берези – символ назви села. У нижній частині хвиляста синя база – водойми, що знаходиться на території.

### Прапор
Прямокутне полотнище складається з трьох частин. Верхня половина прапора зеленого кольору, середня – синього кольору, нижня – жовтого кольору. У правій верхні частині зображено березу, як символ назви села. Синій колір – символ водойми, що знаходиться на території, жовтий – могутність та багатство, християнські чесноти. 

## Відомі люди
- Маврицій Гославський — тут був учителем в Трзеціського.
- Леонард Совінський — поет і літературний історик. В 1831 тут народився. Помер в 1887 в Статківцях на Волині. Був 6 років на заслані в Курську. Написав трагедію «На Україні», а також «Історію польської літератури», ряд ліричних поєзій.
- Заремський Анатолій Сергійович (1977—2017) — капітан Збройних сил України, учасник російсько-української війни.
- Глуговський Михайло Васильович (* 1955) — український військовик.
- Міхалєв Костянтин Володимирович (1976—2004) — український миротворець.